# 泰勒嶺

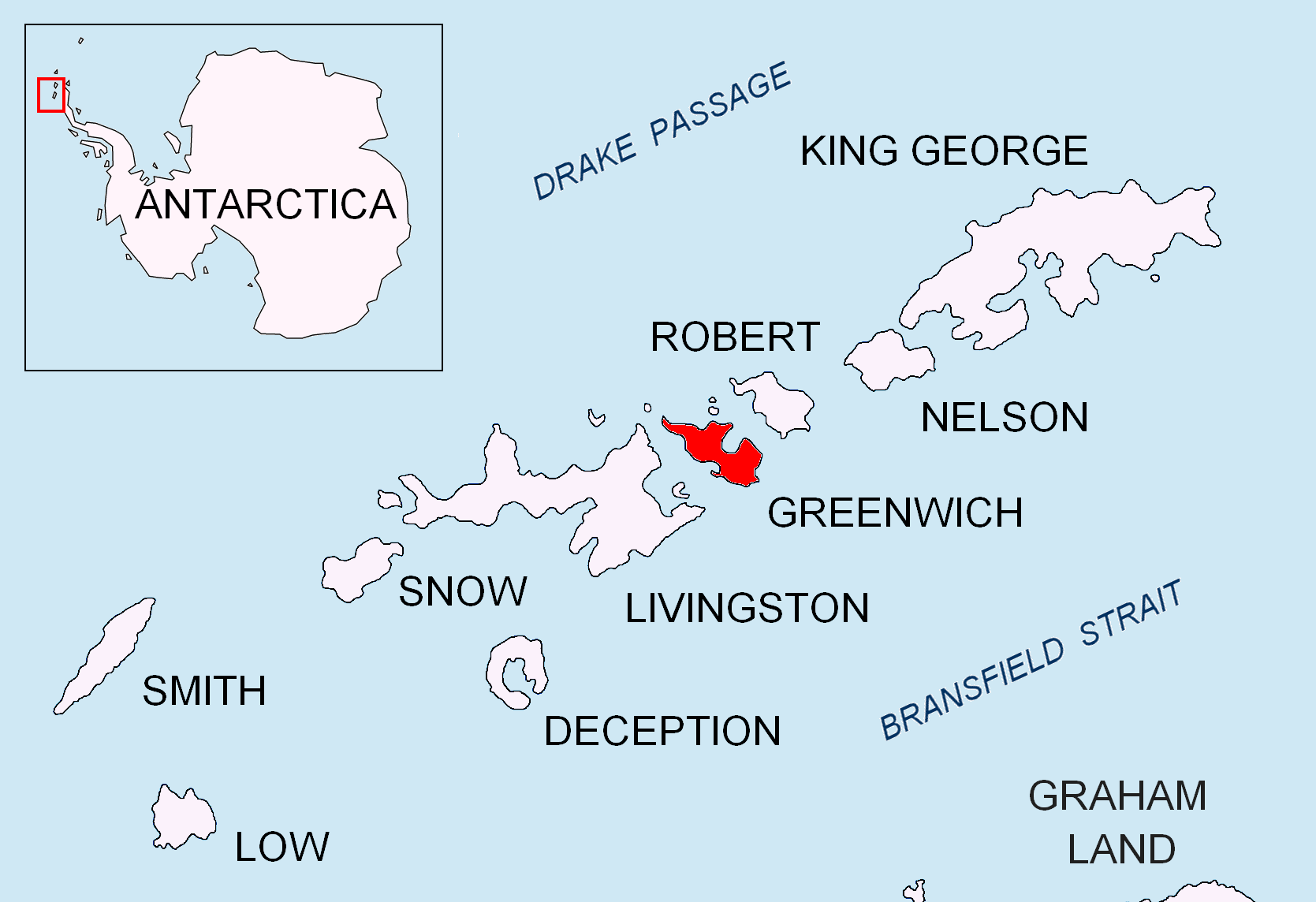

泰勒嶺（英語：Tile Ridge）是南極洲的山嶺，位於南設得蘭群島的格林尼治島，處於洛依德山東南面2.3公里、特賴安格爾角以北2.55公里和馬拉米爾海穹以西2.37公里，海拔高度240米。

## 外部連結
- SCAR Composite Antarctic Gazetteer（页面存档备份，存于）.

62°29′58″S 59°50′57″W / 62.49944°S 59.84917°W